# Audi S6 plus Quattro
Audi S6 plus quattro är en bilmodell tillverkad av Audi, och var en variant av Audi S6.
Plus-versionen var en högprestandamodell av S6 4.2, tillverkad i stort sett som 1997 års modell, med V8 som med ökad effekt gav 240 kW (326 hk), där S6 4.2 hade 290 hk. Bilen tillverkades i Neckarsulm, Tyskland och var i hög grad handbyggd. 855 st Avant (kombi) och 97 st sedan byggdes.